# هیاهو و همهمه
هیاهو و همهمه (به انگلیسی: Rattle and Hum) آلبومی از یوتو است که در سال ۱۹۸۸ میلادی منتشر شد.